# 2013年首都机场爆炸事件
2013年首都机场爆炸事件是2013年7月20日发生在中华人民共和国北京首都国际机场的爆炸事件。事件造成当事人受伤，3号航站楼二层B出口国际到达大厅被临时封闭，未影响机场航班的正常进出。

## 经过
事发地点位于首都机场T3航站楼二层的港澳台到达大厅B口外，目击者称看到一男子坐在轮椅上，一边向前行进一边大声喊叫称自己“有炸弹”，让周围群众“躲远点”，安保人员试图阻止，但该男子从携带的白色包裹取出爆炸装置，随即发生爆炸。爆炸发生后烟雾随即包围了出口。
爆炸造成嫌疑人左臂断裂，随即被送往北京积水潭医院救治，除此之外未造成其他人员伤亡。爆炸发生后，机场封闭了B出口并开辟其他路径供旅客使用。警方人员在现场调查，并动用警犬寻找其他可能的爆炸物。同时接机区增派安保人员维持秩序。航班的起降并未受到影响，而机场的运营也在当晚恢复正常。次日，机场的安检启动防爆安检预案，加大了防爆安检的力度。

## 调查
警方调查核实，引爆炸弹男子名为冀中星，山东菏泽人，因有意见诉求，上访多年未果，在现场发放传单被阻拦，遂引爆炸弹。
事件发生后，网友在新浪博客中搜索到署名为“冀中星”的博客称自己于2005年在广东东莞厚街镇遇到警察巡逻查车，遭到治安队员持钢管追打，造成腰椎体骨折导致完全性瘫痪，“完全丧失劳动能力”。该博客随后被删除。当晚，东莞市信访部门发布报告，报告中称冀中星曾于2005年就此事向法院提起民事诉讼，但因证据不足而败诉，上诉后仍维持原判。随后冀中星开始上访，其本人及家人有过三次信访记录。2010年，厚街镇公安分局曾救助过冀中星10万元，与其签订了保证书，保证今后不再因为此事而到有关部门进行上访。广东省公安厅已责成东莞市公安局对网传冀中星因在广东东莞遭遇不公正对待而上访一事进行彻底调查。
7月21日，犯罪嫌疑人被刑事拘留。7月29日，嫌疑人冀中星因涉嫌爆炸罪被正式批捕。8月13日，嫌疑人被移送至检方审查起诉。

## 审判
2013年10月15日上午9时，“首都机场7－20爆炸案”在北京市朝阳区法院一审宣判。法院以爆炸罪判处被告人冀中星有期徒刑六年。
2018年3月21日，冀中星在连续减去一年四个月的刑期后后刑满出狱。

## 类似事件
- 1984年希思羅機場爆炸案
- 2011年多莫傑多沃國際機場炸彈襲擊事件
- 2016年上海浦东机场爆燃案，发生在中国上海市的类似案件
- 2015年单县爆炸案，本案案发整两年时在中国山东省单县发生的爆炸案